# Michèle Rivasi
Michèle Rivasi (ur. 9 lutego 1953 w Montélimar, zm. 29 listopada 2023 w Brukseli) – francuska polityk, nauczycielka, eurodeputowana VII, VIII i IX kadencji.

## Życiorys
Absolwentka École normale supérieure de Fontenay-Saint-Cloud. Zawodowo związana z Institut Universitaire de Formation des Maîtres, instytucją zajmującą się kształceniem nauczycieli szkół średnich. Zawodowo pracowała jako nauczycielka przedmiotów przyrodniczych, uzyskała agrégation. Brała udział w różnych inicjatywach ekologicznych, m.in. w 1986 współtworzyła CRIIRAD, organizację pozarządową stawiającą sobie za cel zbadanie skutków katastrofy w Czarnobylu.
W latach 1997–2002 zasiadała w Zgromadzeniu Narodowym XI kadencji, była posłanką stowarzyszoną z frakcją Partii Socjalistycznej. W 2008 została powołana na stanowiska wiceprzewodniczącej rady departamentu Drôme i zastępczyni mera miasta Valence.
Przystąpiła do partii Zielonych, współtworzyła program tego ugrupowania. W 2009 z listy Europe Écologie uzyskała mandat deputowanej do Parlamentu Europejskiego VII kadencji. W 2014 i 2019 z powodzeniem ubiegała się o reelekcję. Zmarła w trakcie IX kadencji Europarlamentu na skutek zawału serca.